# Wypędzenie Hagar
Wypędzenie Hagar (niderl. De wegzending van Hagar en Ismaël) – obraz holenderskiego malarza barokowego Gerbranda van den Eeckhouta, namalowany w 1666 roku i przechowywany w North Carolina Museum of Art w Raleigh.

## Geneza obrazu
Temat obrazu został zaczerpnięty ze Starego Testamentu z Księgi Rodzaju. Opowiada o wypędzeniu Hagar i jej syna Izmaela przez Abrahama. Hagar była niewolnicą Sary, żony Abrahama. Gdy ten miał 86 lat poprosiła go by przespał się z Hagar by ta poczęła syna. Czternaście lat później Sara stała się brzemienna i urodziła stuletniemu Abrahamowi syna Izaaka. Gdy chłopiec miał kilka lat 

Sara widząc, że syn Egipcjanki Hagar, którego ta urodziła Abrahamowi, naśmiewa się z Izaaka, rzekła do Abrahama: „Wypędź tę niewolinicę wraz z jej synem, bo syn tej niewolnicy nie będzie współdziedzicem z synem moim Izaakiem”. To powiedzenie Abraham uznał za bardzo złe - ze względu na swego syna. A wtedy Bóg rzekł do Abrahama: „Niechaj ci się nie wydaje złe to, co Sara powiedziała o tym chłopcu i o twojej niewolnicy. Posłuchaj jej, gdyż tylko od Izaaka będzie nazwane twoje potomstwo. Syna zaś tej niewolnicy uczynię również wielkim narodem, bo jest on twoim potomkiem” (Rdz 21 9-13)

## Opis obrazu
Eeckhout wybrał moment, gdy Abraham odprawia Hagar. Jego uwaga skupia się na przedstawieniu smutku rozstania. Hagar podnosi chustę do zmartwionej i zapłakanej twarzy. W drugiej ręce trzyma dzban z wodą. Jej syn w typowym geście płaczącego dziecka szuka schronienia w spódnicy matki. Abraham rozkłada bezradnie ręce. Nic nie może zrobić, nie chce sprzeciwić się woli Boga i żony. Sara, ukazana w cieniu drzwi z prawej strony, przypatruje się scenie. Na schodach domu siedzi mały Izaak również z zaciekawieniem obserwuje całą trójkę. Tłem sceny jest południowoeuropejska architektura.